# Contea di Miami (Ohio)
La contea di Miami ( in inglese Miami County ) è una contea dello Stato dell'Ohio, negli Stati Uniti. La popolazione al censimento del 2000 era di 98 868 abitanti. Il capoluogo di contea è Troy.